# Lewin Brzeski
Lewin Brzeski (in tedesco Löwen) è un comune urbano-rurale polacco del distretto di Brzeg, nel voivodato di Opole.
Ricopre una superficie di 159,7 km² e nel 2004 contava 13 675 abitanti.